# تشاك باريس
تشاك باريس (بالإنجليزية: Chuck Barris)‏ ‏(3 يونيو 1929 - 21 مارس 2017) هو مقدم برامج مسابقات ومنتج ومؤلف أمريكي. اشتهر في السبعينات بتقديمه العديد من البرامج المشهورة، كما قام بابتداع برامج جديدة ذاع صيتها آنذاك. قام بتأليف كتاب سيرة ذاتية له باسم "اعترافات عقلية خطيرة"، قام جورج كلوني بإخراجها كفيلم سنة 2002.

## وصلات خارجية
- تشاك باريس على موقع IMDb (الإنجليزية)
- تشاك باريس على موقع الموسوعة البريطانية (الإنجليزية)
- تشاك باريس على موقع ألو سيني (الفرنسية)
- تشاك باريس على موقع ميوزك برينز (الإنجليزية)
- تشاك باريس على موقع تيرنر كلاسيك موفيز (الإنجليزية)
- تشاك باريس على موقع أول موفي (الإنجليزية)
- تشاك باريس على موقع قاعدة بيانات الأفلام السويدية (السويدية)
- تشاك باريس على موقع إن إن دي بي (الإنجليزية)
- تشاك باريس على موقع ديسكوغز (الإنجليزية)
- تشاك باريس على موقع قاعدة بيانات الفيلم (الإنجليزية)